# هالو كايرو (فلم)
فيلم كوميدي مصري من إنتاج شركة فروغي للإنتاج الفني لعام 2011، وهو فيلم من تأليف محمد الباشا وإخراج أيمن مكرم
تدور أحداث الفيلم حول شاب كويتي «طارق العلي» يصل للقاهرة لكن سيارة حانوتي تصطدم به فيقع مصابًا، فينقله الحانوتي الذي يجسد دوره حسن حسني إلى المستشفى، ليفاجأ بأن الشاب الكويتي فقد الذاكرة، فيدعي للأطباء أن هذا الشاب ابنه ويأخذه معه إلى بيته، وفي البيت تدور الأحداث حيث يجسد علاء مرسي شخصية زوج ابنة الحانوتي ويدعى «القط»، وعندما يجد حماه يعطف على الكويتي ويصطحبه معه في كل مكان، ووعد بكتابة كل أملاكه له، يتآمر على هذا الشاب، ويتوهه في شوارع القاهرة وتدور باقي الأحداث التي تحمل العديد من المفاجآت للقط. وقال علاء مرسي أن مؤلف الفيلم أراد تعزيز فكرة أن مصر أم الدنيا، وأن من يدخلها من العرب لن يضيع مهما تعرض لظروف مفاجئة وغير متوقعة، و»هالو كايرو» أول فيلم سينمائي عربي يجمع نجوم السينما المصرية بالفنانين الكويتيين، بعد مرور أكثر من 40 عامًا على فيلم «ذئاب لا تأكل اللحم» بطولة ناهد شريف وعزت العلايلي ومحسن سرحان والكويتي محمد المنصور.

## طاقم العمل

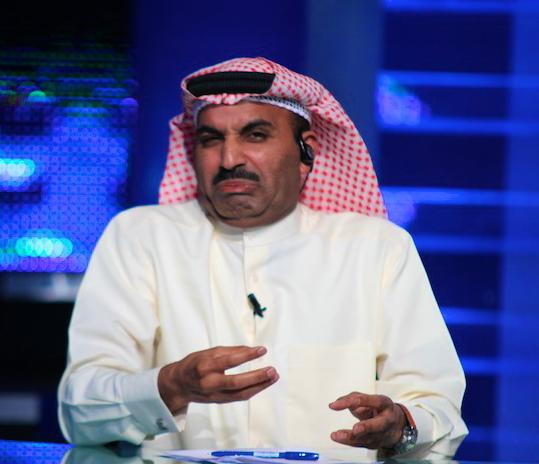
طارق العلي بطل الفيلم

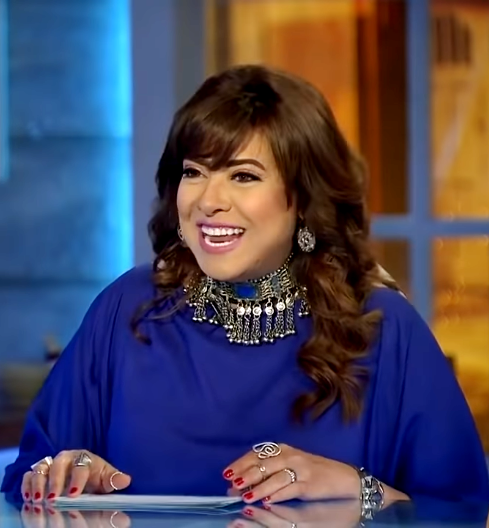
نشوى مصطفى

- طارق العلي
- علاء مرسي
- مظهر أبو النجا
- نشوى مصطفى
- محمد عبد المنعم الصاوي
- منير مكرم
- سليمان عيد
- حسن حسني
- أحمد بدير
- اميرة نايف
- ايهاب فهمي
- محمد العجيمي
- شهاب حاجية
- مصطفى عباس
- محمود الحسيني
- سالي القاضي
- فتحي سعد

## وصلات خارجية
- مقالات تستعمل روابط فنية بلا صلة مع ويكي بيانات